# Keravni
Keravni, (latinsko Ceraunii, starogrško Κεραύνιοι, latinizirano: Keraunioi) so bili manjše ilirsko pleme, ki je živelo na rudarsko-pastirskem vzhodu rimske province Dalmacije na območju današnje Črne gore. Njihovi sosedi si bili Mezeji in Dindari. Keravni so sicer pripadali plemenu Pirustov. Pleme si je lastilo 24 dekurij. Njihovo ime izhaja iz grškega poimenovanja za nevihto.